# Trophées francophones du cinéma 2016
Les Trophées francophones du cinéma 2016 est un classement des meilleurs films de l'année édité par l'Association des Trophées francophones du cinéma et annoncé le 5 décembre 2016. 

## Palmarès
- Trophée francophone de l'interprétation féminine 
  - Loubna Abidar dans Much Loved
- Trophée francophone de l'interprétation masculine
  - Benoît Poelvoorde dans Le Tout Nouveau Testament
- Trophée francophone du second rôle féminin 
  - Rachida Brakni dans le film Maintenant ils peuvent venir
- Trophée francophone du second rôle masculin
  - Simon Abkarian dans Une histoire de fou
- Trophée francophone du scénario
  - Jaco Van Dormael et Thomas Gunzig pour Le Tout Nouveau Testament
- Trophée francophone de la réalisation
  - Christophe Wagner pour Demain, après la guerre
- Trophée francophone du court-métrage
  - Congo, un médecin pour sauver les femmes de Angèle Diabang
- Trophée francophone du long-métrage documentaire
  - Kamal Joumblatt, témoin et martyre de Hady Zaccak
- Trophée francophone du long-métrage de fiction
  - À peine j'ouvre les yeux de Leyla Bouzid